# Étoile de Charleville-Mézières
Maillots
Actualités
L'Étoile de Charleville-Mézières est un club français de basket-ball évoluant en Nationale masculine 1 (3e division du championnat de France de basket-ball). Le club est basé à Charleville-Mézières.

## Historique

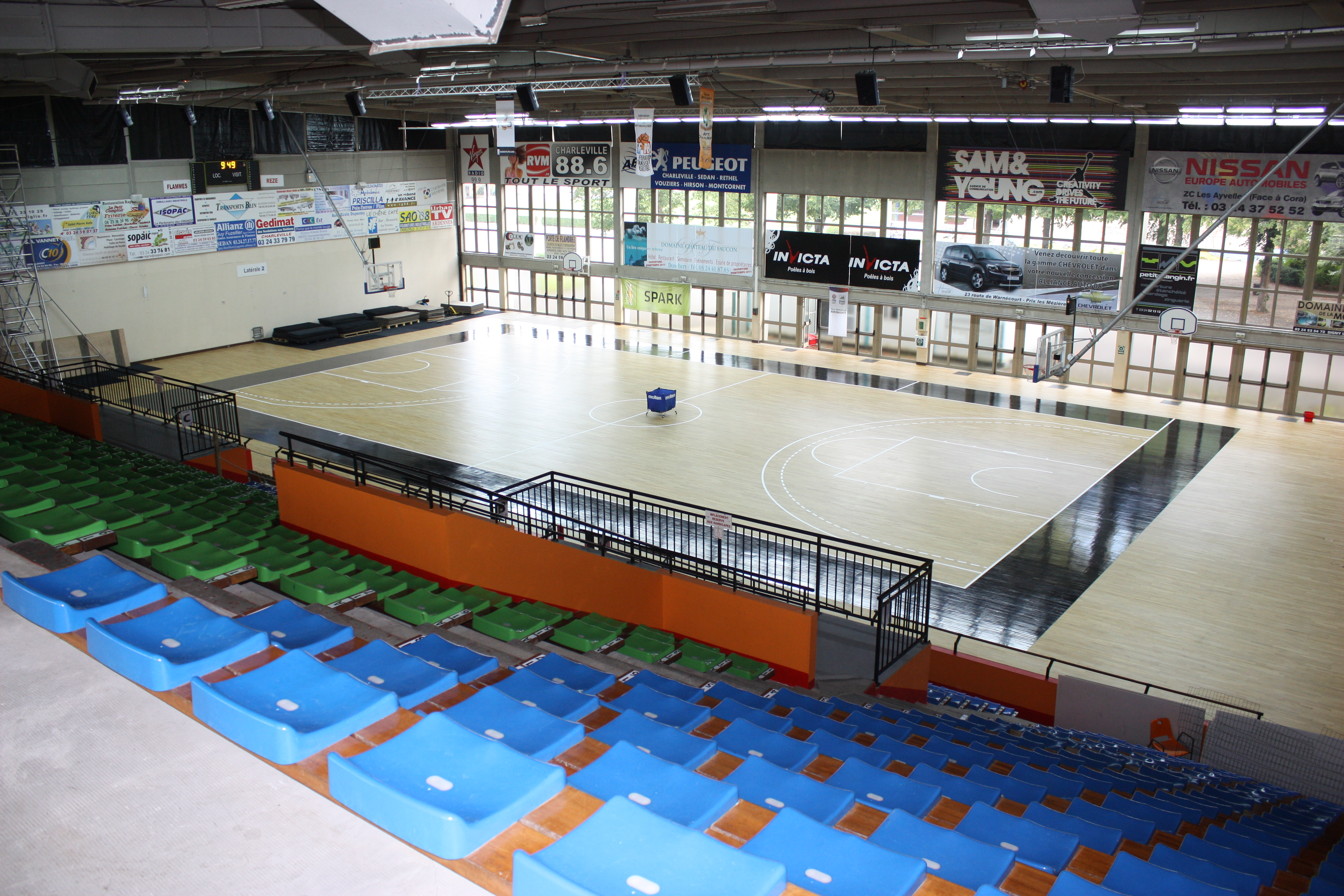
La Salle Bayard

Le club, ancien patronage est créé en 1921 à Mézières. En 1958, le club s'installe à Charleville, puis après la fusion de Charleville et de Mézières en 1966, l'association devient Étoile de Charleville-Mézières. Le club des Ardennes disparaît du haut niveau français, puis il monte en nationale 2 (NM2) en 1999, en nationale 1 (NM1) en 2004 et en Pro B en 2005 avant de redescendre en NM1 à l'issue de la saison 2005-2006.
À l'issue de la saison 2007-2008, l'Étoile de Charleville-Mézières remonte en Pro B en étant deuxième de NM1 et lors de la saison 2008-2009, l'Étoile crée la surprise en s'intégrant dans les play-offs de Pro B alors qu'ils remonte seulement de la Nationale 1.
Le club joue Salle Dubois-Crancé, mais parvient à négocier de jouer dès 2011 des rencontres Salle Bayard en attendant de disposer d'un équipement commun de 2 960 places dans le hall B du parc des expositions. Cette nouvelle salle, appelée Caisse d'Epargne Arena à la suite d'un accord de partenariat, est inaugurée en septembre 2015.

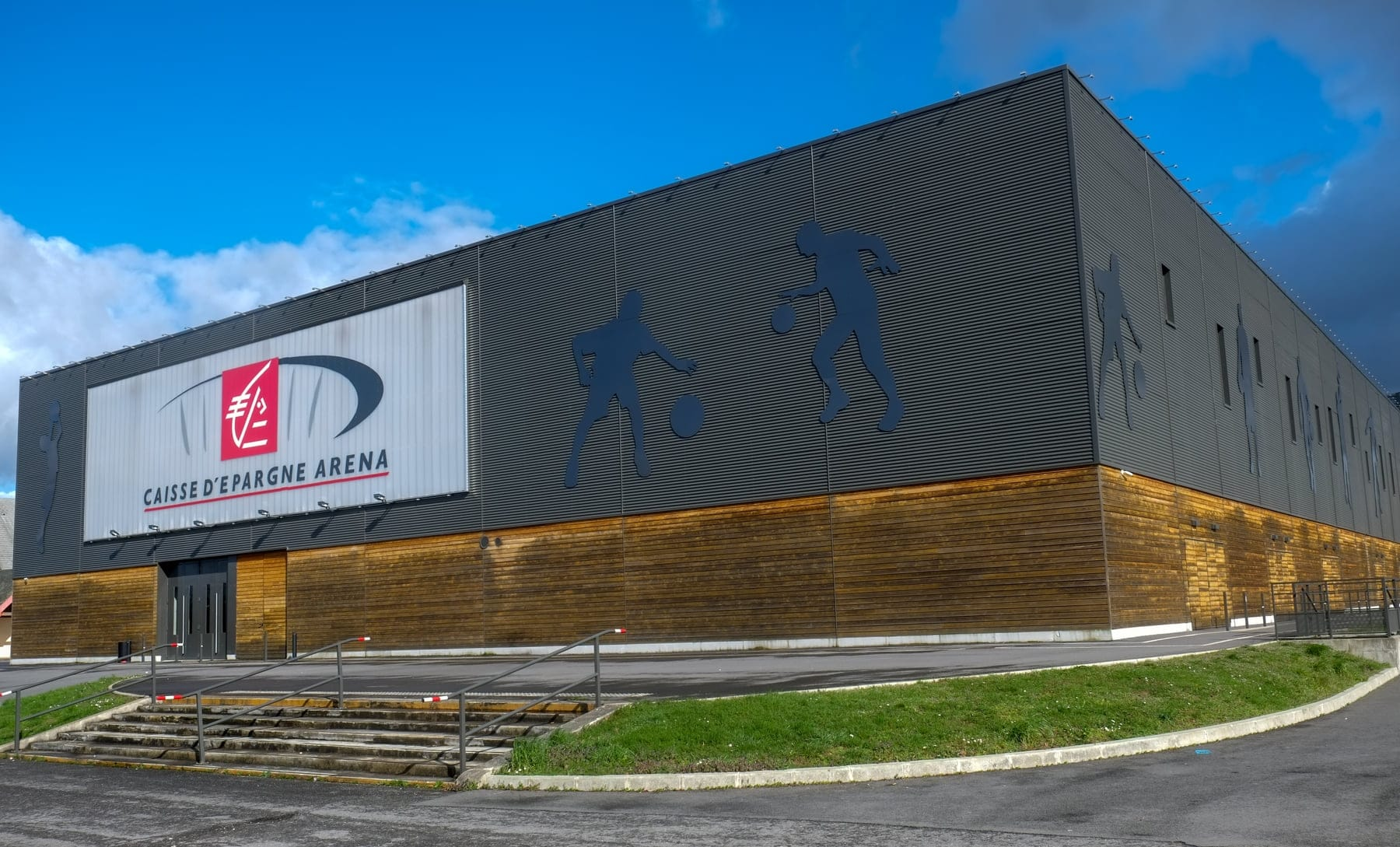
L'Arena

Terminant dernière de Pro B lors de la saison 2010-2011, l'équipe est rétrogradée en NM1, mais n'y reste qu'une saison : elle est promue en Pro B à l'issue de la saison 2011-2012 de NM1 en gagnant la finale des playoffs contre Blois. L'Étoile ne reste qu'une saison en Pro B et redescend en NM1 pour la saison 2013-2014. Mais elle ne restera pas longtemps puisque pour la saison 2014-2015 elle sera de nouveau en Pro B, malgré l’annonce tardive de son accession. Après six victoires pour vingt-huit défaites au Championnat de France de basket-ball de Pro B 2017-2018, l’Étoile est reléguée en Nationale 1 pour la saison suivante. 
À l'été 2019, le club est relégué administrativement en Nationale 2. 
Six ans après l’avoir quittée, le club carolo va retrouver la Nationale 1. Une place que la FFBB lui a accordée par rapport à son excellente saison 2023/2024 de Nationale 2 (3ème, 18 victoires / 8 défaites) et à la situation financière délicate connue par de nombreux clubs de l’élite, Pro B, Nationale 1 et Nationale 2.

## Résultats sportifs

### Palmarès
| Compétitions nationales | Compétitions internationales                                       |
| - Championnat de deuxième division : - Vainqueur (1) : 1955. - Coupe de France : - Vainqueur (2) : 1958, 1959. - Championnat de première division : - Vainqueur (2) : 1958, 1960 . - Championnat de troisième division : - Vice-champion (1) : 2008 - Championnat de troisième division : - Vainqueur des Play-Offs (1) : 2012 - Championnat de troisième division : - Finaliste des Play-Offs (1) : 2014 | - Coupe d’Europe des clubs champions : - 1/2 de finale (1) : 1959. |

### Bilan par saison
| Saison    | Div.        | Classement Phase régulière | %Vic  | Vic | Def | Playoffs         | Coupe de France | Leaders Cup              | Entraîneur                         | Trophée Coupe de France |
| --------- | ----------- | -------------------------- | ----- | --- | --- | ---------------- | --------------- | ------------------------ | ---------------------------------- | ----------------------- |
| 1932-1933 | Excellence  | 2e - Groupe C              |       |     |     |                  |                 |                          |                                    |                         |
| 1933-1934 | Excellence  | 2e - Groupe B              | 75%   | 3   | 1   |                  |                 |                          |                                    |                         |
| 1934-1935 | Excellence  | 1er                        |       |     |     |                  |                 |                          |                                    |                         |
| 1955-1956 | Nationale   | 4e - Groupe B              | 57,1% | 8   | 6   | -                | -               | -                        | Roland Marlet                      |                         |
| 1956-1957 | Nationale   | 4e - Groupe A              | 42,9% | 6   | 8   | -                | -               | -                        | Jean-Paul Beugnot                  |                         |
| 1957-1958 | Nationale   | 2e - Groupe B              | 57,1% | 8   | 6   | -                | -               | -                        | Jean-Paul Beugnot                  |                         |
| 1958-1959 | Nationale   | 1er - Groupe A             | 85,7% | 12  | 2   | -                | -               | -                        | Jean Perniceni                     |                         |
| 1959-1960 | Nationale   | 1er - Groupe A             | 78,6% | 11  | 3   | -                | -               | -                        | Jean Perniceni                     |                         |
| 1960-1961 | Nationale   | 4e - Groupe A              | 64,3% | 9   | 5   | -                | -               | -                        | Jean Perniceni                     |                         |
| 1961-1962 | Nationale   | 7e - Groupe B              | 50%   | 9   | 9   | -                | -               | -                        | Jean Perniceni                     |                         |
| 1962-1963 | Nationale   | 2e - Groupe B              | 77,7% | 14  | 4   | -                | -               | -                        | Jean Perniceni                     |                         |
| 1963-1964 | Première    | 8e                         | 40,9% | 9   | 13  | -                | -               | -                        | Jean Perniceni                     |                         |
| 1964-1965 | Première    | 12e                        | 18,2% | 4   | 18  | -                | -               | -                        | Jean Perniceni                     |                         |
| 1965-1966 | Première    | 2e - Groupe A              | 78,6% | 11  | 3   | -                | -               | -                        | Jean Perniceni                     |                         |
| 1966-1967 | Nationale 1 | 7e - Groupe B              | 14,3% | 2   | 12  | -                | -               | -                        | Jean Perniceni                     |                         |
| 2002-2003 | NM2         | 1er                        | -     | -   | -   | -                | -               | -                        | Mike Gonsalves                     |                         |
| 2003-2004 | NM1         | 3e                         | 66,6% | 20  | 10  | -                | -               | -                        | Mike Gonsalves                     |                         |
| 2004-2005 | Pro B       | 16e/18                     | 21,8% | 7   | 25  | -                | 16e de finale   | -                        | Mike Gonsalves                     |                         |
| 2005-2006 | Pro B       | 18e/18                     | 32,3% | 11  | 23  | -                | 16e de finale   | -                        | Mike Gonsalves - Youssou Cissé     |                         |
| 2006-2007 | NM1         | 3e                         | 76,4% | 26  | 8   | -                | 32e de finale   | -                        | Nikola Antić                       |                         |
| 2007-2008 | NM1         | 2e                         | 76,4% | 26  | 8   | -                | 16e de finale   | -                        | Nikola Antić                       |                         |
| 2008-2009 | Pro B       | 6e/18                      | 58,8% | 20  | 14  | Quarts de finale | -               | -                        | Nikola Antić                       |                         |
| 2009-2010 | Pro B       | 12e/18                     | 38,2% | 13  | 21  | -                | 32e de finale   | -                        | Nikola Antić                       |                         |
| 2010-2011 | Pro B       | 18e/18                     | 17,6% | 6   | 28  | -                | 32e de finale   | -                        | Rodrigue M'Baye - Francis Charneux |                         |
| 2011-2012 | NM1         | 4e/18                      | 70,5% | 24  | 10  | Vainqueur        | 32e de finale   | -                        | Francis Charneux                   |                         |
| 2012-2013 | Pro B       | 18e/18                     | 14,7% | 5   | 29  | -                | 32e de finale   | -                        | Francis Charneux                   |                         |
| 2013-2014 | NM1         | 3e/18                      | 70,5% | 24  | 10  | Finaliste        | 32e de finale   | -                        | Cédric Heitz                       |                         |
| 2014-2015 | Pro B       | 16e/18                     | 35,2% | 12  | 22  | -                | 32e de finale   | Pro B : Phase de groupes | Cédric Heitz                       |                         |
| 2015-2016 | Pro B       | 15e/18                     | 41,2% | 14  | 20  | -                | 16e de finale   | Pro B : Phase de groupes | Cédric Heitz                       |                         |
| 2016-2017 | Pro B       | 5e/18                      | 55,8% | 19  | 15  | Quarts de finale | 32e de finale   | Pro B : Phase de groupes | Cédric Heitz                       |                         |
| 2017-2018 | Pro B       | 18e/18                     | 17,6% | 6   | 28  | -                | 32e de finale   | Pro B : Phase de groupes | Alexandre Casimiri                 |                         |
| 2018-2019 | NM1         | 8e/14 - Phase 1 (Poule A)  | 50%   | 18  | 18  | 8e de finale     | 64e de finale   | -                        | Alexandre Casimiri                 |                         |
| 2018-2019 | NM1         | 3e/10 - Phase 2 (Groupe B) | 50%   | 18  | 18  | 8e de finale     | 64e de finale   | -                        | Alexandre Casimiri                 |                         |
| 2019-2020 | NM2         | 5e/14 - Poule D            | 63,1% | 12  | 7   | -                | -               | -                        | Fabien Calvez                      | Annulé                  |
| 2020-2021 | NM2         | 4e/14 - Poule D            | 80%   | 4   | 1   | -                | -               | -                        | Fabien Calvez                      | Annulé                  |
| 2021-2022 | NM2         | 4e/14 - Poule D            | 61,5% | 16  | 10  | -                | -               | -                        | Fabien Calvez                      | 32e de finale           |
| 2022-2023 | NM2         | 8e/14 - Poule D            | 42,3% | 11  | 15  | -                | -               | -                        | Jimmy Ploegaerts                   | 16e de finale           |
| 2023-2024 | NM2         | 3e/14 - Poule D            | 69,2% | 18  | 8   | -                | -               | -                        | Jimmy Ploegaerts                   | 8e de finale            |
| 2024-2025 | NM1         | 12e/14 - Phase 1 (Poule B) | 40%   | 16  | 24  | -                | 64e de finale   | -                        | Jimmy Ploegaerts                   |                         |
| 2024-2025 | NM1         | 9e/14 - Phase 2 (Groupe B) | 40%   | 16  | 24  | -                | 64e de finale   | -                        | Jimmy Ploegaerts                   |                         |

## Joueurs et personnalités

### Entraîneurs
- 19??-1956 :  Roland Marlet
- 1956-1958 :  Jean-Paul Beugnot
- 1958-1967 :  Jean Perniceni
- 2002-2006 :   Mike Gonsalves
- mars 2006-juin 2006 :  Youssou Cissé
- 2006-2010 :   Nikola Antić
- 2010-déc. 2010 :  Rodrigue M'Baye
- déc. 2010-2013 :  Francis Charneux
- 2013-2017 :  Cédric Heitz
- 2017-2019 :   Alexandre Casimiri
- 2019-2022 :  Fabien Calvez
- 2022-     :  Jimmy Ploegaerts

### Joueurs emblématiques
- Chris Davis
- Olivier Silvestre
- Marc Davidson
- Cheikhou Thioune
- Charles-Henri Grétouce
- David Condouant
- Jean-Claude Lefebvre
- François de Pauw
- Emmanuel Le Goff
- Maurice Chavagne
- Jean-Paul Beugnot
- Murray Brown
- Fabien Calvez
- Tafari Toney
- Monyea Pratt
- Martin Hermannsson

## Aspects juridiques et économiques

### Éléments comptables
| Saison   | 2010-2011 | 2012-2013 | 2013-2014 | 2014-2015 | 2015-2016 | 2016-2017 | 2024-2025 | 2025-2026 |
| -------- | --------- | --------- | --------- | --------- | --------- | --------- | --------- | --------- |
| Budget   | 1,12 M€   | 1 M€      | 770 k€    | 950 k€    | 1,22 M€   | 1,26 M€   | 850 k€    | 950 k€    |
| Division | Pro B     | Pro B     | N1        | Pro B     | Pro B     | Pro B     | N1        | N1        |

## Logos successifs

De ???? à 2012.
De 2012 à 2015.
Depuis 2015.